# 阿扎诺堡
阿扎诺堡（義大利語：Castel d'Azzano）是意大利威尼托大区维罗纳省的一个市镇。总面积9.7平方公里，人口11662人，人口密度1202.3人/平方公里（2009年）。国家统计（ISTAT）代码为023021。